# FCD Altovicentino
Football Club Dilettantistico Altovicentino was een Italiaanse voetbalclub uit Valdagno. De club bestond van 2014 tot 2016 en speelde in de Serie D/C. De kleuren van de club waren blauw en rood.
De club werd opgericht in 2014, toen SSD Calcio Marano en ACD Trissino-Valdagno fuseerden tot één nieuwe club. Twee jaar na de oprichting werd FCD Altovicentino opgeheven na een faillissement.